# 7265 Edithmüller
7265 Edithmüller eller 2908 T-2 är en asteroid i huvudbältet som upptäcktes den 30 september 1973 av den nederländsk-amerikanske astronomen Tom Gehrels och det nederländska astronomparet Ingrid van Houten-Groeneveld och Cornelis Johannes van Houten vid Palomarobservatoriet. Den är uppkallad efter den Schweiziska astronomen och matematikern Edith Alice Müller.
Asteroiden har en diameter på ungefär 3 kilometer och den tillhör asteroidgruppen Vesta.